# 2003 год в автомобилестроении
Список событий в автомобилестроении в 2003 году:

## События

### Январь
- 1 — BMW получила право на официальное использование торговой марки Rolls-Royse в своих целях. После покупки в середине 1998 года Rolls-Royse у Volkswagen, последней было позволено в течение полутора лет постепенно завершить производство классических Rolls-Royse и закрыть старинный завод в Кру[1][2].
  -  — официально открыт новый завод Rolls-Royse[англ.] в Гудвуде[англ.]. Первый Phantom нового поколения сошёл с производственной линии[3].
- 3 — новый Rolls-Royce Phantom, разработанный специалистами BMW, официально представлен в Гудвуде[4].
- 25 — официально открыт Европейский дизайн-центр Nissan (Nissan Design Europe, NDE) в историческом здании[5] в центре Лондона[6].

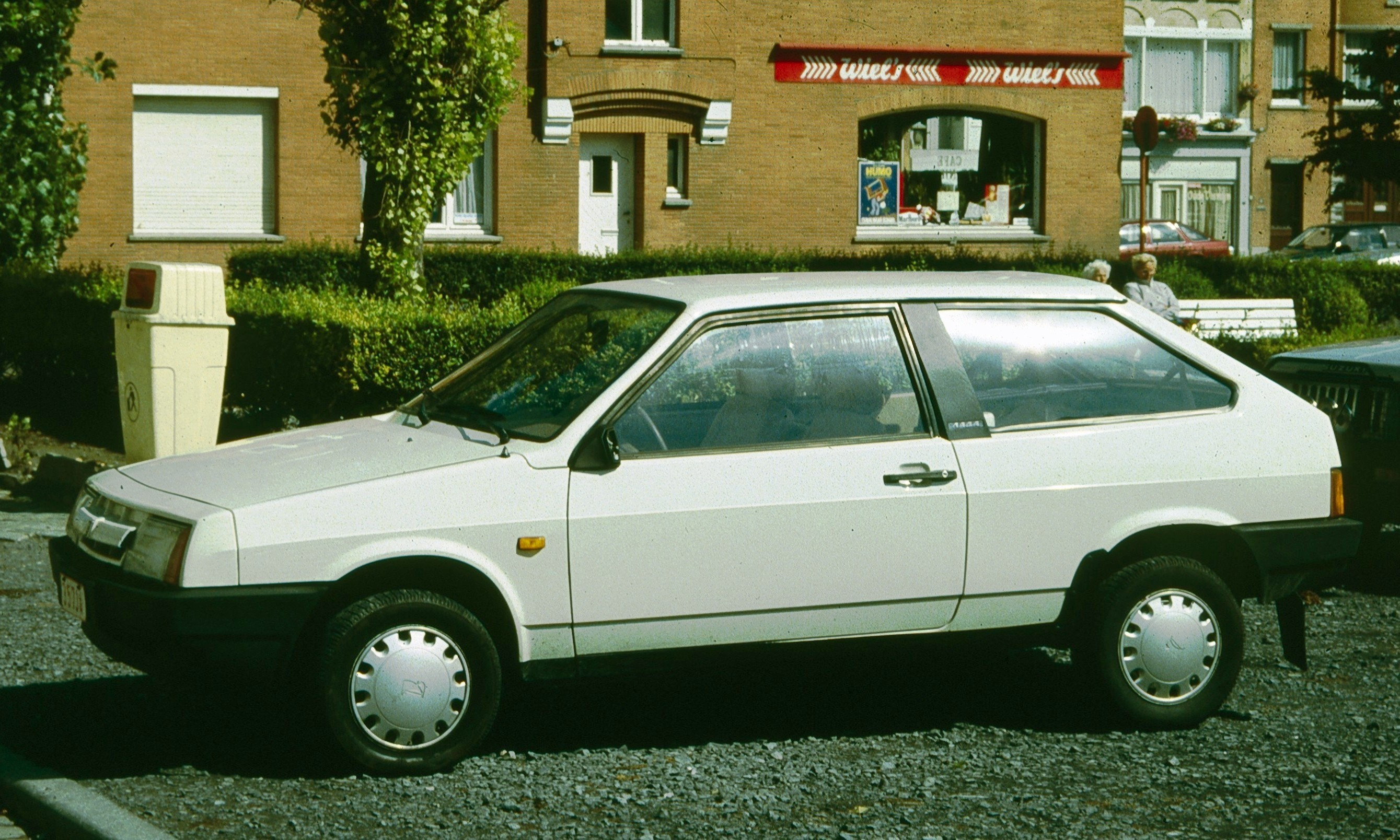
ВАЗ-2108

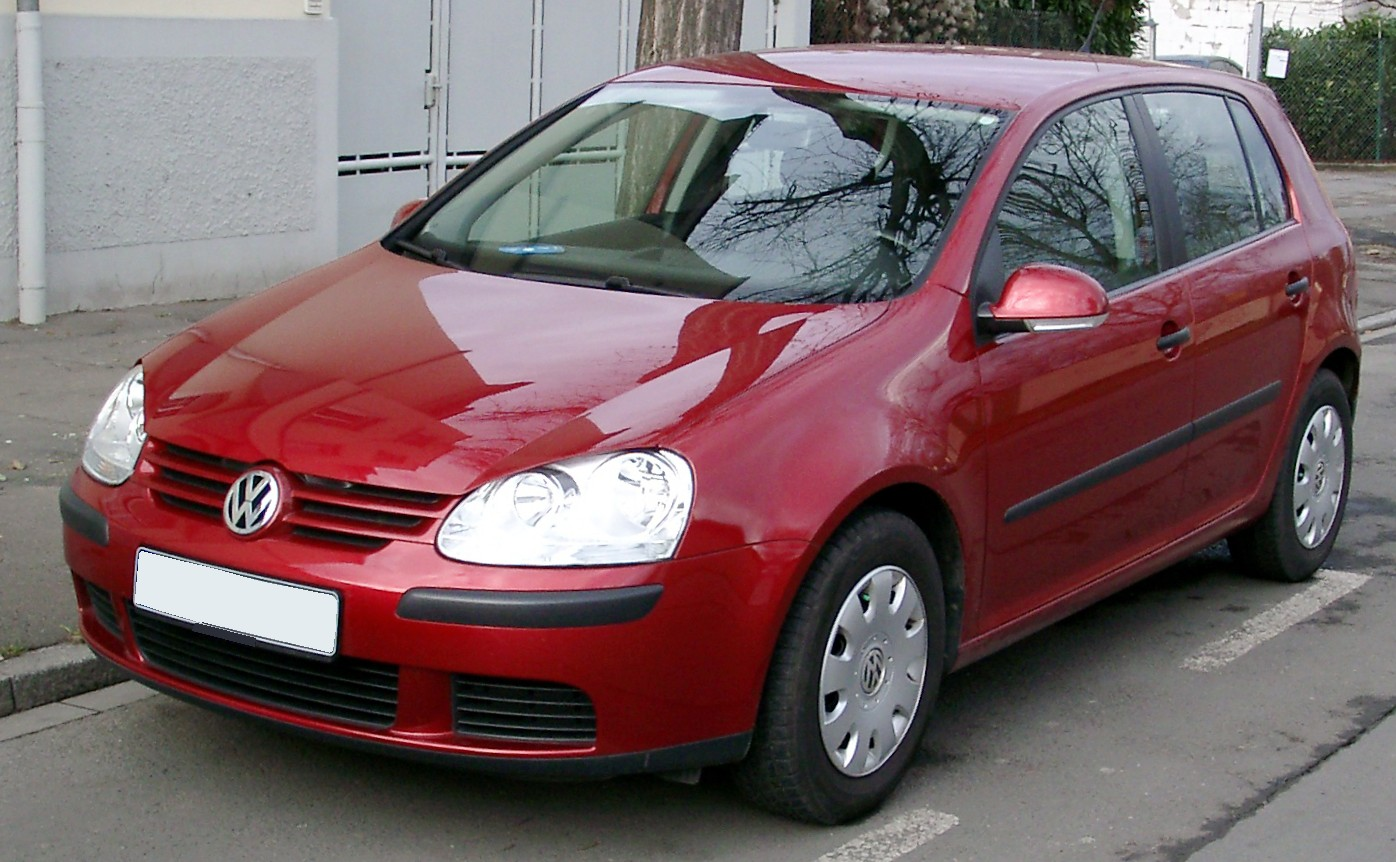
Volkswagen Golf V

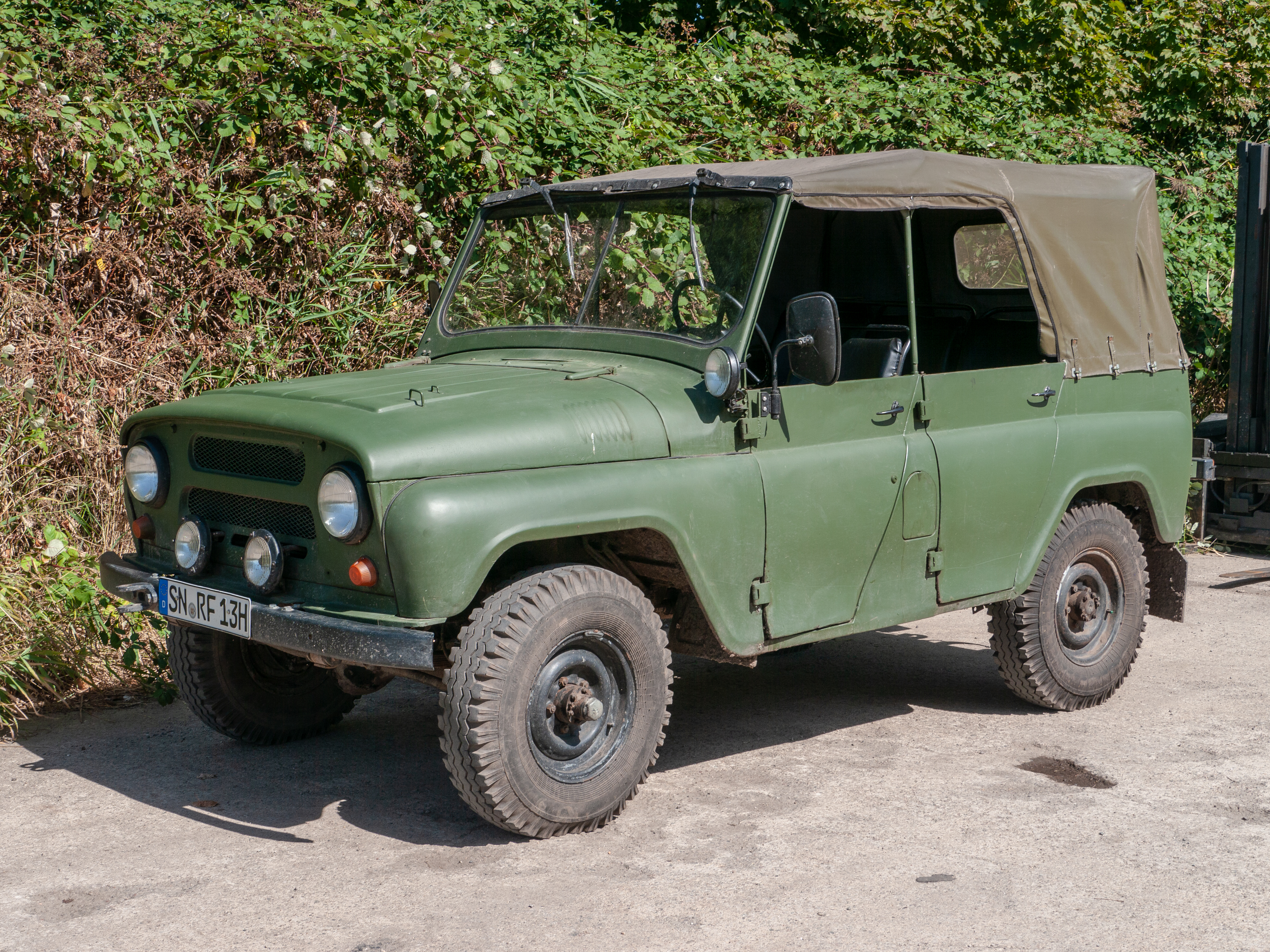
УАЗ-469

### Февраль
- 6 — со сборочного конвейера «ИЖ-Авто» сошёл 4-миллионный автомобиль Ижевского производства[7].

### Март
- 15 — на военной авиабазе около города Гудиер Аризона, США состоялось соревнование автомобиля и реактивного самолёта. 500-сильный Dodge Viper преодолел дистанцию в полмили (около 900 метров) примерно за 18 секунд, обогнав истребитель F-16, двигатель которого создавал тягу в 23 тысячи фунтов (около 13 тысяч килограммов силы)[8].
- 24 — на заводе Nissan в Иокогаме открыт Музей двигателей компании[9].

### Май
- 26 — открыт новый завод Nissan в Кантоне Миссисипи, США[10].

### Июнь
- 8 — японская компания Nissan и китайский автопроизводитель Dongfeng создали совместное предприятие Dongfeng Motor Co., Ltd.[11]

### Июль
- 30 — последний «Жук» сошёл с конвейера мексиканского завода Volkswagen в Пуэбле. Всего было произведено 21 529 464 экземпляра этой легендарной модели[12].

### Сентябрь
- 22 — на грандиозном шоу в Вольфсбурге, длившемся до 13 октября был представлен Volkswagen Golf пятого поколения[12].
- 30 — на АвтоВАЗ прекращён выпуск ВАЗ-2108, первого российского переднеприводного автомобиля[13].

### Ноябрь
- 20 — с конвейера сошёл последний вездеход УАЗ-469 (в версии УАЗ-31512), выпускавшийся с 1972 года[14].